# リンドブルム (ゲーム会社)
株式会社リンドブルム（Lindwurm）は、日本のコンピューターゲーム開発会社。

## 概要
1996年、ソニー・コンピュータエンタテインメントのゲームクリエイター発掘支援企画「ゲームやろうぜ！」に合格し、ゲーム開発チームとして活動を始める。日本における多人数参加型ネットワークゲームの先駆けの一つとなるロードオブモンスターズシリーズを開発・運営し、多くのユーザーを獲得した。
その後、ロードオブモンスターズのリメイク版を含むPlayStation用ゲームや、携帯電話用・PBeMゲームの開発に携わった。
2006年5月1日に、株式会社リンドブルムを設立。

## 主な作品
- ロードオブモンスターズ（CGIゲーム、PlayStation用ゲーム）
- SIREN （PlayStation 2用ゲーム）
- 夜明けのマリコ （PlayStation 2用ゲーム）
- みんなdeクエスト（携帯電話・PC用のPBeMゲーム）
- エルダーサイン（携帯電話・スマートフォン用SNSゲーム）